# Semiarundinaria densiflora
Semiarundinaria densiflora är en gräsart som först beskrevs av Alfred Barton Rendle, och fick sitt nu gällande namn av Tai Hui Wen. Semiarundinaria densiflora ingår i släktet Semiarundinaria och familjen gräs. Inga underarter finns listade i Catalogue of Life.